# Leunisia
Leunisia là một chi thực vật có hoa trong họ Cúc (Asteraceae).

## Loài
Chi Leunisia gồm các loài: